# 조비의 남정
중국사의 삼국 시대에, 위나라의 초대 황제인 조비는 222년부터 225년까지 재위 기간 동안 경쟁국인 오나라를 세 차례 침공했는데, 이를 조비의 남정이라고 부른다. 공격의 전쟁 명분은 오왕 손권이 당시 오나라가 명목상 속국으로 있던 위나라 조정에 아들 손등을 인질로 보내기를 거부했기 때문이었다. 침공은 두 부분으로 나뉘어졌다. 첫 번째 공격은 조비가 전면 철수를 명령하기 전인 222년에서 224년 사이에 일어났다. 두 번째이자 마지막 부분은 225년에 벌어졌다.

## 배경
촉한의 황제 유비가 이릉 대전에서 손권의 군대에 패배한 후, 손권은 조비에게 복종하여 유비와의 갈등에서 도움을 받았다. 그러나 양측 모두에서 이것은 지지받는 정책이 아니었는데, 특히 14년 전 적벽 대전에서 조조를 물리친 손권의 진영에서는 더욱 그러했다. 설상가상으로 손권과 그의 장수들은 위나라의 속국으로 여겨지는 손권의 칭호와 직위(오왕 등)에 대해 불안해했다. 손권의 군대 내에서는 위나라와의 동맹이 무의미하다는 의견까지 나왔는데, 이릉에서 유비에게 입힌 패배가 너무 결정적이어서 위나라와의 동맹이 더 이상 생존에 필요하지 않다는 의미였기 때문이다. 손권도 이 동맹을 필요한 만큼만 유지할 계획인 듯 보였다.
결국 조비가 손권과 촉나라의 관계를 악화시키려던 계획은 손권과 유비가 동맹을 재결합하면서 역효과를 냈다. 손씨 가문과의 관계를 개선하려는 시도로 조비는 손등 (손권의 장남)을 위나라 수도 뤄양으로 인질로 보내도록 요구했다. 그러나 손권은 이 요청을 거절하며 아들이 아직 너무 어리고 건강이 좋지 않아 집과 가족을 떠나 있을 수 없다고 조비에게 사과했다. 조비는 이 문제를 다시 거론하거나 강요하지 않았다. 그러나 곧 조비는 다시 손등을 인질로 요구했다. 이것 역시 거절당했다.
두 나라 사이의 외교 관계는 계속해서 악화되었고, 마침내 조비가 손권을 공격했다. 손권은 양국 간의 평화를 협상하기 위해 여러 차례 사절을 보냈으나 실패로 돌아갔다. 얼마 후 손권은 222년 11월에 독립을 선언했다.

## 조비의 첫번째 남정 (222–223)

### 동흥  전투
222년 가을, 위나라 장수 조휴는 쯔장 강 지류를 따라 장강으로 내려가 오나라 장수 여범이 지휘하는 둥커우의 오나라 거점을 공격했다. 위나라의 초기 노력은 오나라 지휘관과의 전투에서 성공적이었으나, 손소와 서성이 이끄는 오나라 증원군이 해상 공격을 교착 상태로 만들었다. 전투는 223년 늦은 봄에 끝났다.

### 강릉 전투
장강 서쪽에서는 위나라 장수 조진, 장합, 하후상이 샹양에서 형주의 오나라 두 거점을 공격했다. 장합은 남군의 전초기지를 장악하기 위한 공격을 이끌어 손승을 물리치는 데 성공했다. 조진과 하후상은 형주 수도인 장링의 포위를 시작했다. 주연의 통제하에 있던 오나라 군대는 강하지 않았지만, 반장과 제갈근이 이끄는 오나라 증원군이 도착하자 포위는 보류되었다. 결국 위나라 진영은 질병에 시달렸고, 이는 또 다른 퇴각과 또 다른 교착 상태를 강요했다.

### 유수구 전투
세 번째 침공은 난징 또는 형주 지역이 아니라 오왕 손권에 더 가까운 곳을 겨냥했다. 고 감녕 장군은 양주의 유수구에 있는 위나라 전초기지를 점령하는 데 도움을 주었으며, 유수가 장강으로 합류하는 지점에 위치해 있었기 때문에 조인이 유수구를 공격했다. 그러나 이 공격 또한 조인이 둥커우와 장링을 공격하던 다른 두 군대가 진지를 철수했다는 것을 알게 되자 퇴각으로 끝났다.

## 진종의 반란
223년 여름, 오나라 장수 진종(晋宗)은 위나라로 투항하여 장강 북쪽에 새로 생긴 위나라 전초기지인 기춘으로 이동했다. 오나라 장수 하제가 진종에 대한 공격을 이끌었지만, 그의 군대는 극심한 더위 때문에 철수하기로 결정했다. 하제는 이 과정에서 진종을 사로잡았다.

## 네 번째 침공: 광릉 사건
마지막 침공은 225년에 일어났지만, 공식적인 전투는 발생하지 않았다. 조비는 100,000명 이상의 병력과 해군 함정을 이끌고 건업에서 장강 건너편 광릉으로 향했다. 그러나 오나라는 강을 봉쇄했고 겨울은 혹독하여 강이 얼어붙었다. 따라서 조비가 손권과 전투를 벌일 경우 성공할 확률은 희박했다. 병사들 앞에 놓인 난공불락의 장벽을 바라보며 그는 한숨을 쉬었고, 군대의 철수를 명령했다.

## 내용주
1. 1 2 3 4  de Crespigny 2004, 10쪽:"With the full defeat of Liu Bei in the late summer and early autumn of 222, Sun Quan had obtained all possible benefit from his formal submission to Cao Pi and the empire of Wei, and he wasted very little time in breaking that connection. It had never been popular with his officers. ... and even at the time of his enfeoffment as King of Wu there had been those who argued against accepting such a rank from the usurping Emperor, and who suggested that Sun Quan should take some independent title as Lord of Nine Provinces, claiming hegemony in support of Han. This was, as we have discussed, quite inappropriate and impractical in the circumstances, and the submission to Cao Pi was an essential preparation for dealing with Liu Bei. On the other hand, the alliance with the north was always a matter of expediency, and there seems no probability that Sun Quan intended it to last any longer than it needed."
2. 1 2  de Crespigny 2004, 11쪽: "Sun Quan sent up a letter of apology, saying that his son was too young and delicate in health to be sent away from home, and for the time being Cao Pi did not press the matter. ... At this ultimatum, surely by no means unexpected, in the tenth month, being early November of 222, Sun Quan declared his independence of Wei."
3. ↑  De Crespigny, Rafe. “Online Publications” (PDF). 《Asian Studies》.  8 June 2011에 원본 문서 (PDF)에서 보존된 문서. 10 April 2012에 확인함. His headquarters were established in the former capital of the commandery, and it was claimed that the army under his command was more than a hundred thousand.